# William Kruskal
William Henry Kruskal (ur. 10 października 1919 w Nowym Jorku, zm. 21 kwietnia 2005 w Chicago) – amerykański matematyk i statystyk, współtwórca testu Kruskala-Wallisa, lambdy Goodmana i Kruskala oraz gammy Goodmana i Kruskala. Jego bratem był Joseph Kruskal, również matematyk i statystyk. 